# Termocarste
Termocarste (do alemão thermokarst) é um solo caracterizado por superfícies bastante irregulares repletas de cavidades alagadiças e pequenos hummocks formados pelo derretimento de permafrost rico em gelo, que ocorre em regiões árticas, e em menor escala em áreas montanhosas como os Himalaias e os Alpes Suíços. Essas superfícies esburacadas se assemelham àquelas formadas pela solução de algumas áreas de carste de calcário, sendo por isso que elas recebem a terminação "carste" mesmo na ausência de calcário. Pequenos domos que se formam nas superfícies devido ao criosolevamento no final do inverno são apenas formações temporárias.  Eles então desabam com o início do derretimento no  verão e deixa para trás uma pequena depressão no solo. Algumas lentes de gelo se expandem e formam  grandes hummocks superficiais, que duram vários anos e às vezes são encobertas por gramíneas e  capim, até que começam a derreter. Essas superfícies em domo acabam desabando eventualmente, ou anualmente ou em períodos de tempo mais longos, e formam depressões que contribuem para uma superfície irregular. Essas superfícies são incluídas na definição geral de termocarste. 
O termo relacionado lago termocástico, também chamado de lago de derretimento ou lago escavado, refere-se a um corpo de água fresca, geralmente raso, que se forma em uma depressão pela água de derretimento de um permafrost em degelo. Depressões são muitas vezes geradas pelo colapso do nível do solo associados ao derretimento do permafrost. Um degelo contínuo do permafrost pode conduzir a uma drenagem e eventual desaparecimento dos lagos termocársticos, tornando-os, nesses casos, fenômenos geomorfologicamente temporários. Recentemente, lagos termocársticos tem se tornado cada vez mais comuns na Sibéria e outros ambientes de tundra.